# Dashin' Desperadoes
Dashin' Desperadoes (anche noto come Rumble Kids) è un videogioco a piattaforme sviluppato da Data East e pubblicato nel 1993 per Sega Mega Drive.

## Modalità di gioco
I protagonisti del gioco sono due cowboy, Will e Rick, che si sfidano in una gara di corsa al fine di raggiungere per primi Jenny. Nella modalità in singolo uno dei due personaggi rapirà Jenny, costringendo il rivale ad inseguirlo.